# Pírcing anal
El pírcing anal és un pírcing que travessa l'esfínter anal. Per raons higièniques òbvies, és poc practicat i té molts riscos d'infecció. El punt de perforació normalment es fa entre el costat intern de l'esfínter anal i el perineu o s'aplica al perineu (no és totalment anal per raons òbvies). Òbviament, cal tenir molta cura durant la cicatrització.
Es pot fer a dones i homes, però en general és més habitual en dones. Moltes persones que tenen aquest tipus de pírcing afirmen que és extremadament agradable.
El pírcing dificulta la higiene anal; entra en contacte amb molts agents patògens durant les defecacions, el que suposa un alt risc d'infecció.